# Nomenclatura de compuestos heterocíclicos

## Introducción
En 1887 y 1888, Hantzsch y Widman de forma independiente introdujo métodos para asignar nombres a cinco y seis miembros monociclos de nitrógeno. Aunque difieren en detalles, tales como expresar el orden de los heteroátomos y que indica sus posiciones en el anillo, ambos métodos se basan en el mismo principio subyacente, es decir, la combinación de prefijos apropiados, lo que representa heteroátomos, con tallos, que representa el tamaño del anillo. Al principio, sólo el oxígeno heteroátomos, azufre, selenio y, además de nitrógeno, y los tallos-ol (ole-) y-en (-ina) denota cinco y anillos de seis miembros, respectivamente, fueron utilizados. Aunque estas primeras propuestas se sometieron a la discusión de costumbre, el refinamiento, y la modificación inevitable, el principio básico sobrevivió.
El sistema se amplió para incluir los anillos de otros tamaños, heteroátomos adicionales, y la expresión de los distintos niveles de hidrogenación ( árbitros. 5 y 6 ) y, finalmente, fue documentada por Patterson y Capell en 1940 como un método sistemático para heteromonocycles de nombres. Los tallos se proporcionan para todos los diferentes niveles de hidrogenación para tres, cuatro, y anillos de cinco miembros, pero para el de seis a través de diez eslabones tallos anillos se proporciona sólo para los anillos totalmente insaturados y los anillos completamente saturados sin átomos de nitrógeno. El tipo de heteroátomo en que el sistema era aplicable era, aparentemente, no limitada, la primera edición de El Índice de anillo contiene ejemplos de heteromonocycles con el metal Bi heteroátomos, Ge, Sn, Pb, Zn, Hg y Cu como así como muchos heteroátomos no metálicos.
En 1957, la Comisión de Nomenclatura IUPAC de Química Orgánica codificó esta extensión del sistema de Hantzsch-Widman como parte de sus reglas para la nomenclatura de la química orgánica. Los heteroátomos a los cuales el sistema especificado y aplicadas fueron determinadas excepciones y modificaciones se observaron con el fin de evitar la formación de nombres idénticos con algunos ya en uso para los compuestos completamente diferentes. 

## Heterociclos con un solo heteroátomo

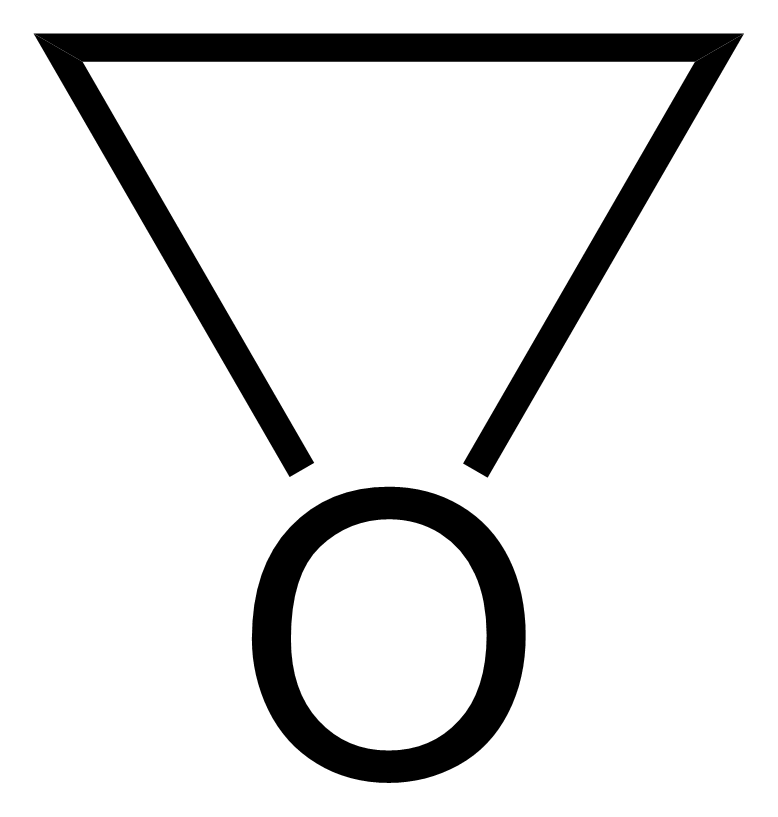
Oxirano.

Azetidina.

piperidina
piridina
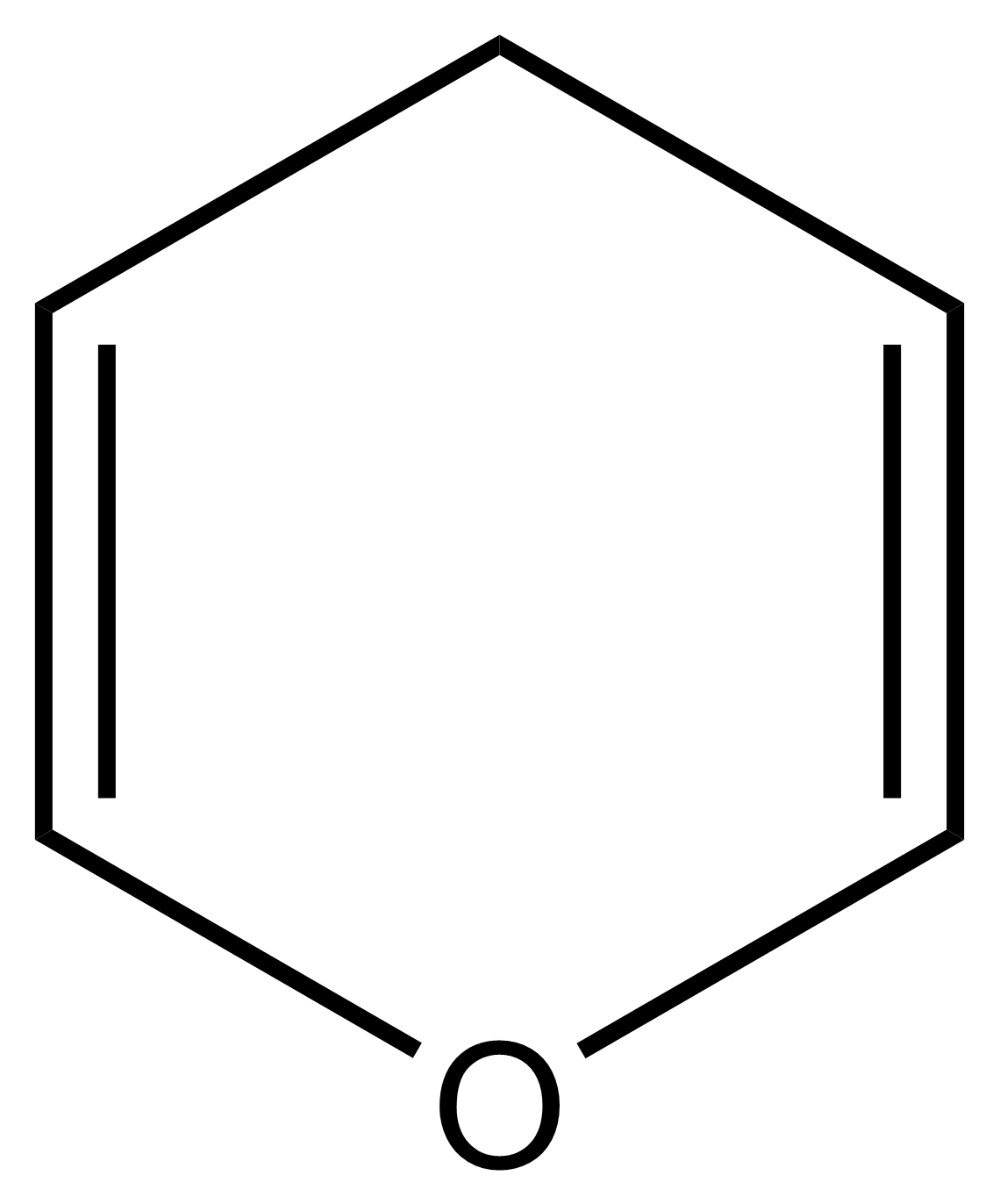
4H-pirano
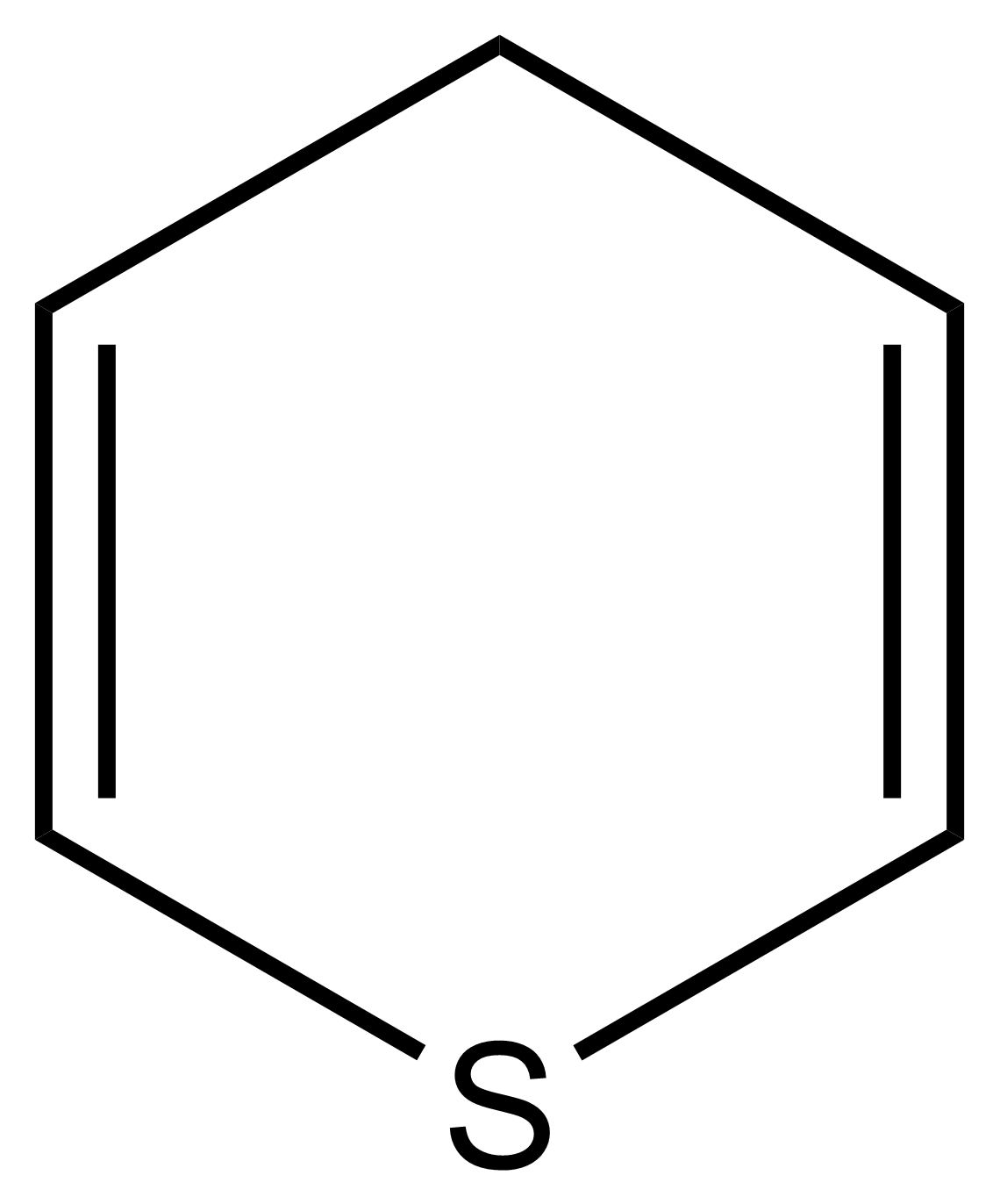
4H-tiopirano
fosforina

El nombre de los heterociclos de 3 a 10 eslabones se construye utilizando el sistema ampliado de Hantzsch-Widman a partir del tipo de heteroátomo, el tamaño del ciclo y la presencia o no de una máxima cantidad de insaturaciones conjugadas.
- Tipo de heteroátomo: Dependiendo del tipo de heteroátomo se utilizarán los siguientes prefijos (ordenados en forma descendente según sus prioridades relativas):[6]

| Heteroátomo | Valencia | Prefijo     |
| ----------- | -------- | ----------- |
| O           | II       | Oxa-        |
| S           | II       | Tia-        |
| Se          | II       | Selena-     |
| Te          | II       | Telura-     |
| N           | III      | Aza-        |
| P           | III      | Fosfa-      |
| As          | III      | Arsa-       |
| Sb          | III      | Estiba-     |
| Bi          | III      | Bismuta-    |
| Si          | IV       | Sila-[a. 1] |
| Ge          | IV       | Germa-      |
| Sn          | IV       | Estana-     |
| Pb          | IV       | Plumba-     |
| B           | III      | Bora-       |
| Al          | III      | Alumina-    |
| Ga          | III      | Galla-      |
| In          | III      | Inda-       |
| Ta          | III      | Tala-       |
| Be          | II       | Berila-     |
| Mg          | II       | Magnesa-    |
| Zn          | II       | Zinca-      |
| Cd          | II       | Cadma-      |
| Hg          | II       | Mercura-    |
1. ↑  Los heterociclos con silicio usualmente son nombrados mediante el uso de nomenclatura de reemplazo.[7]

- Tamaño del ciclo y presencia o no de máxima cantidad de insaturaciones conjugadas: Dependiendo del tamaño de los heterocíclos y el grado de insaturación se utilizarán los siguientes sufijos:[8]

| Tamaño del heterocíclo | Saturado     | Completamente insaturado |
| ---------------------- | ------------ | ------------------------ |
| 3                      | -irano[b. 1] | -ireno[b. 1]             |
| 4                      | -etano[b. 1] | -eto                     |
| 5                      | -olano[b. 1] | -ol                      |
| 6                      | -inano[b. 2] | -ina[b. 3]               |
| 7                      | -epano       | -epina                   |
| 8                      | -ocano       | -ocina                   |
| 9                      | -onano       | -onina                   |
| 10                     | -ecano       | -ecina                   |
Excepciones:
1. 1 2 3 4  Nitrógeno: sat.(3): -iridina; c. insat(3): -irina; sat.(4): -etidina; sat.(5): -olanidina
2. ↑  Oxígeno, Azufre, Selenio, Telurio, Bismuto, Mercurio: sat(6): -ano
3. ↑  Fósforo, Arsénico, Antimonio y Boro: c. insat(6): -inina

Algunos heterociclos son mejor conocidos por sus nombres triviales o comunes, muchos de los cuales han sido aceptados por la IUPAC. Por ejemplo:

pirrolidina
1H-pirrol
furano
tiofeno
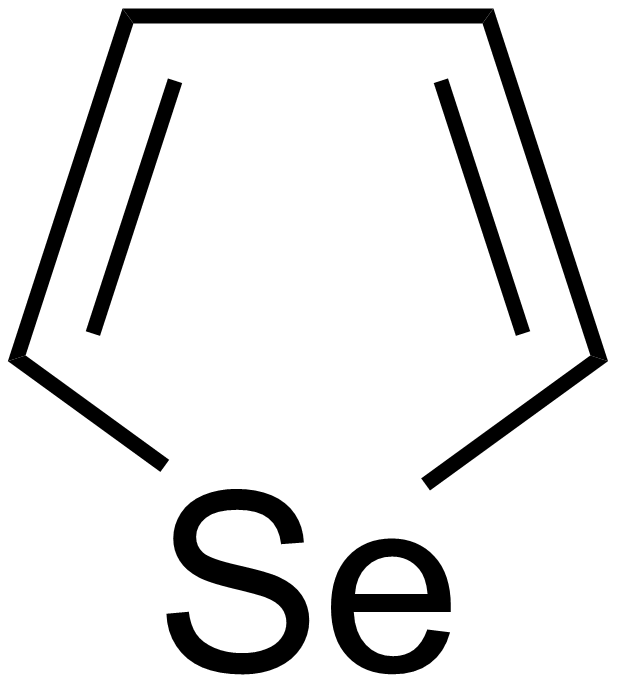
selenofeno
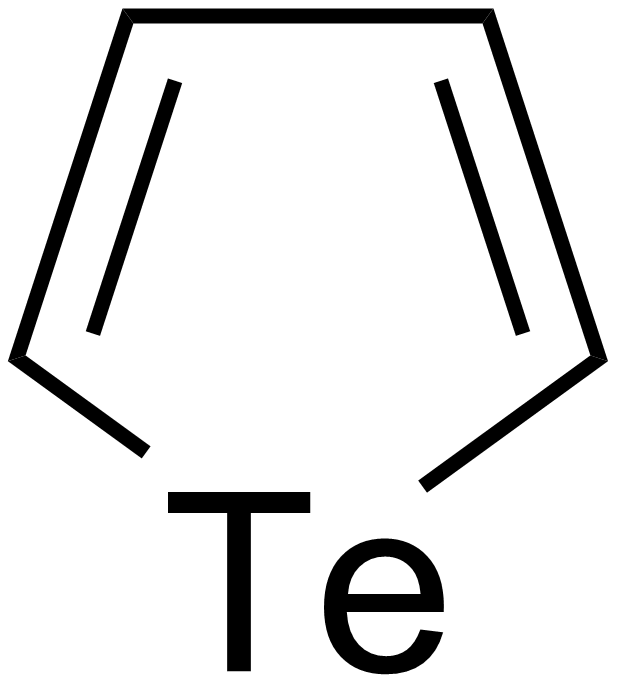
telurofeno

- piperidina
- piridina
- 4H-pirano
- 4H-tiopirano
- fosforina

## Heterociclos con más de un heteroátomo

### Heteroátomos del mismo elemento
Los heterociclos que poseen más de un heteroátomo del mismo elemento se nombran mediante las siguientes reglas:
- La multiplicidad se indica utilizando los prefijos di, tri, tetra, etc.[10]
- Se numeran las posiciones relativas de los heteroátomos en forma tal que los heteroátomos queden con la menor numeración posible.[10]

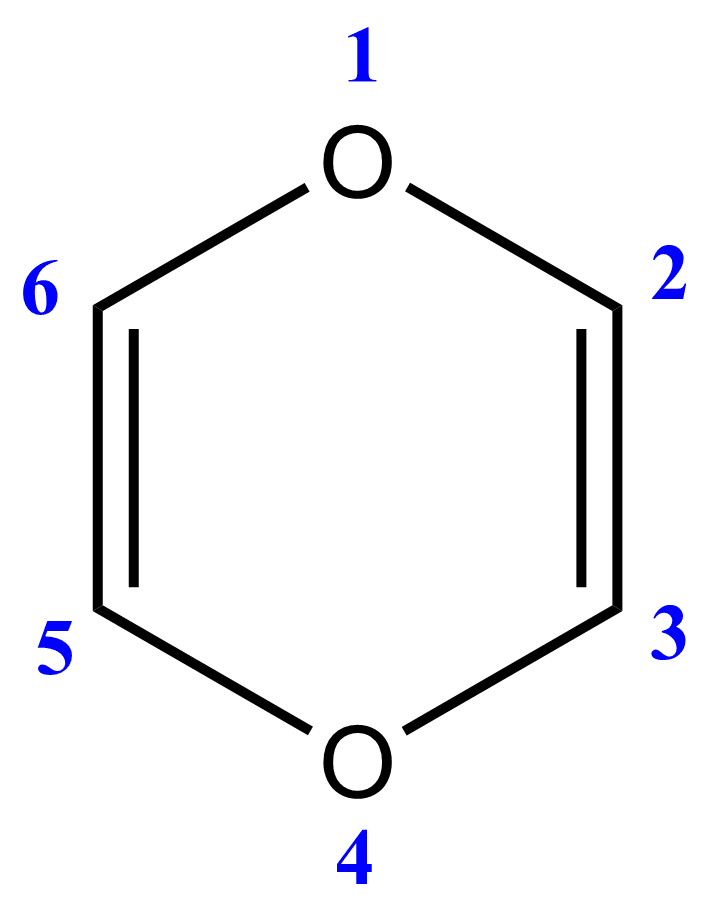
1,4-dioxina
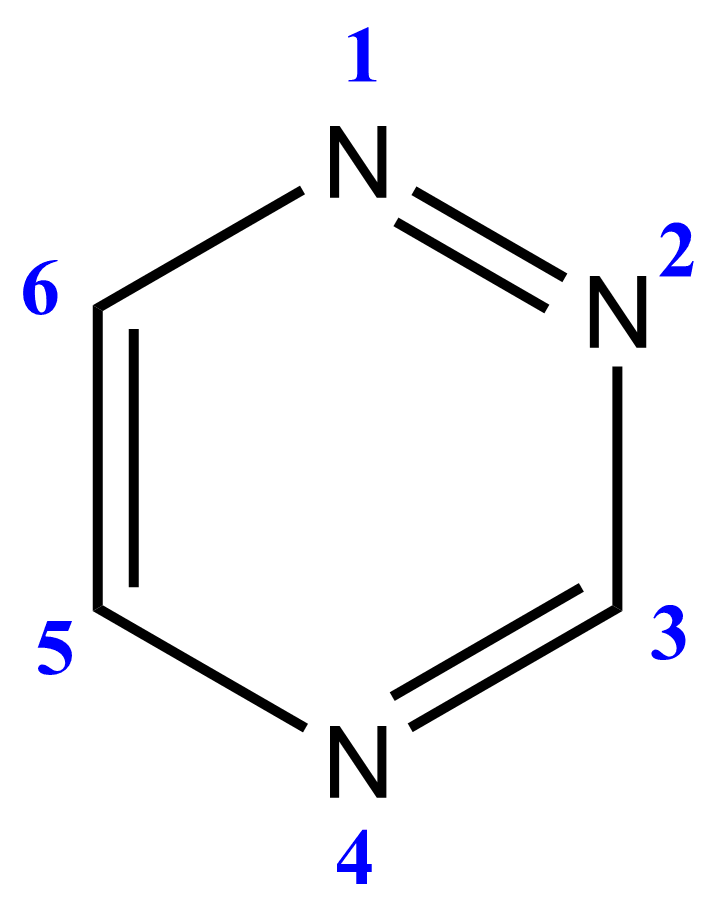
1,2,4-triazina
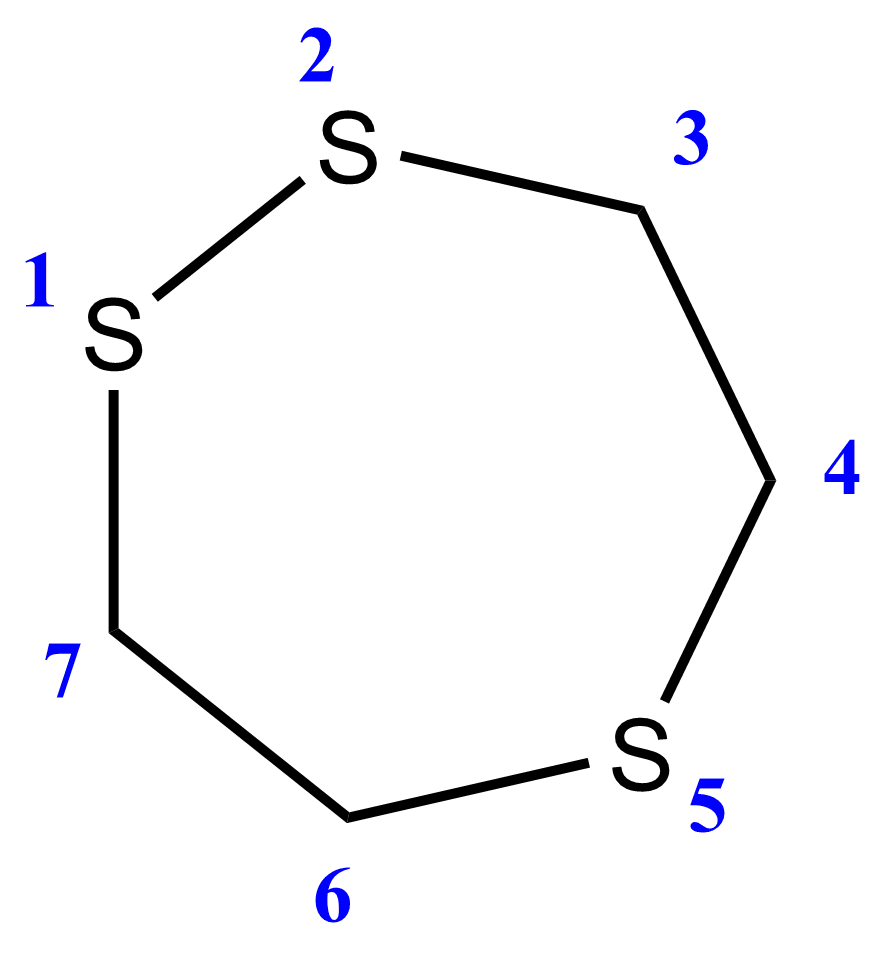
1,2,5-tritiepano

Algunos heterociclos con dos heteroátomos del mismo elemento son conocidos por sus nombres comunes o triviales, entre ellos se encuentran:

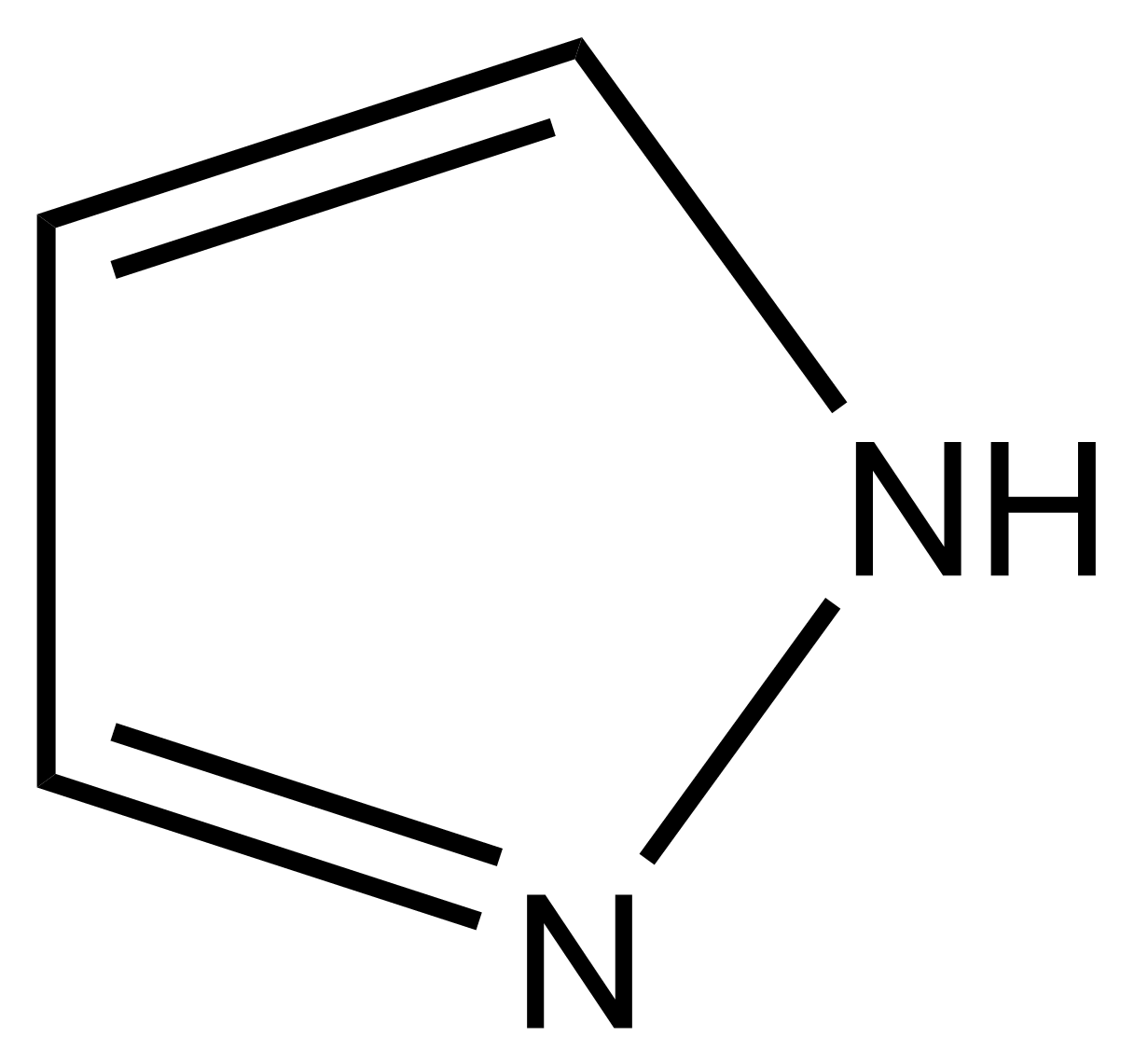
1H-pirazol
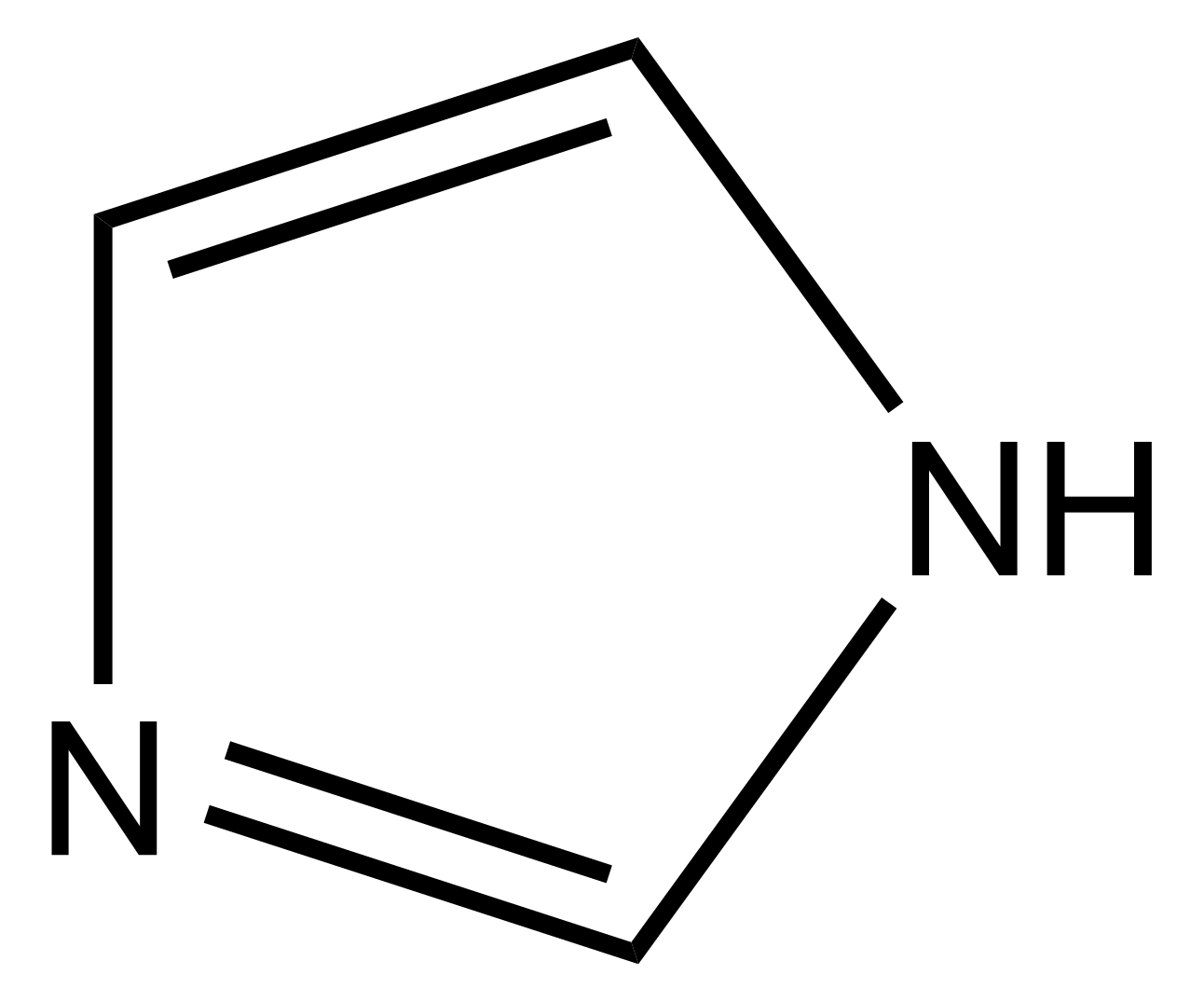
1H-imidazol
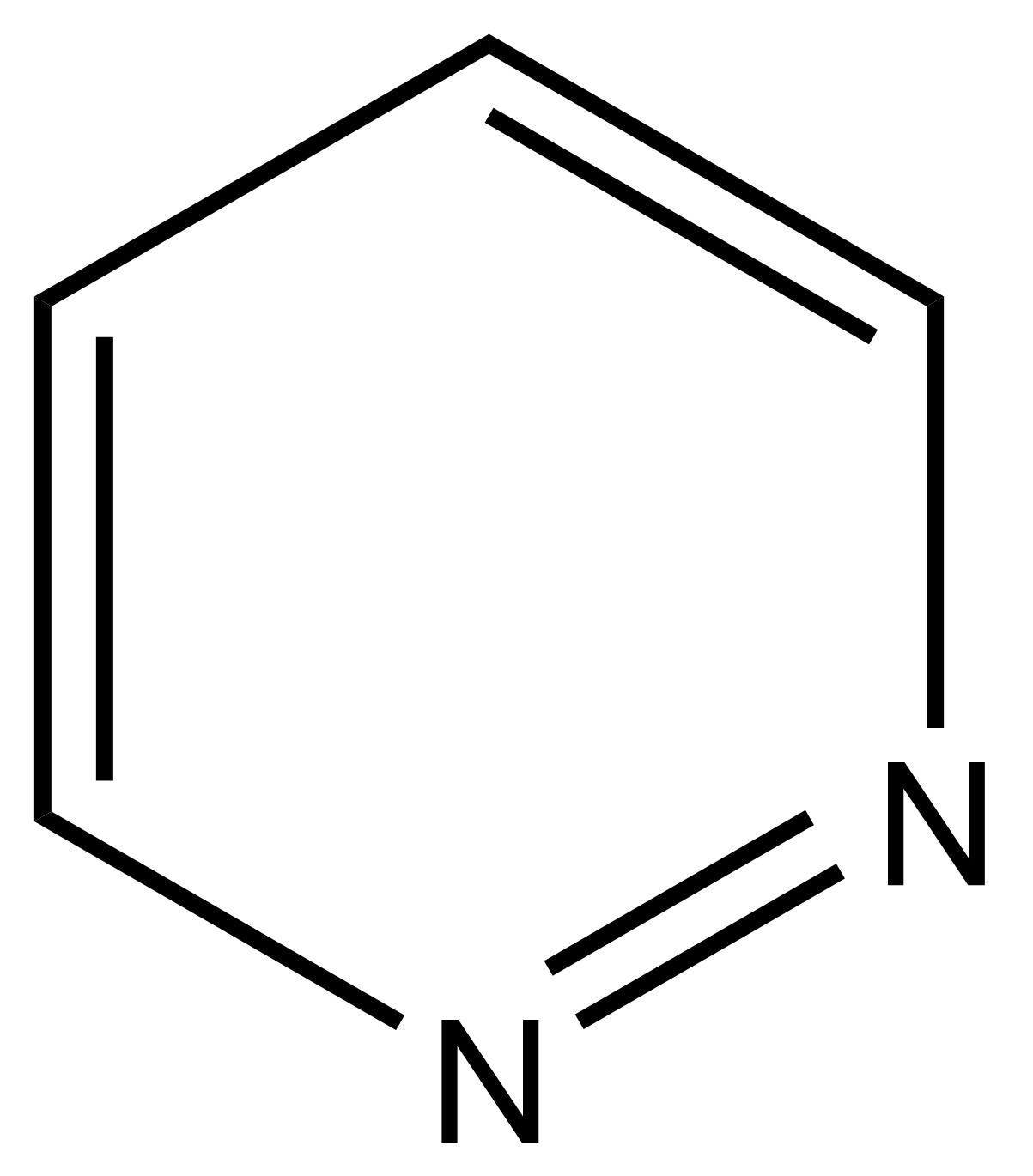
piridazina
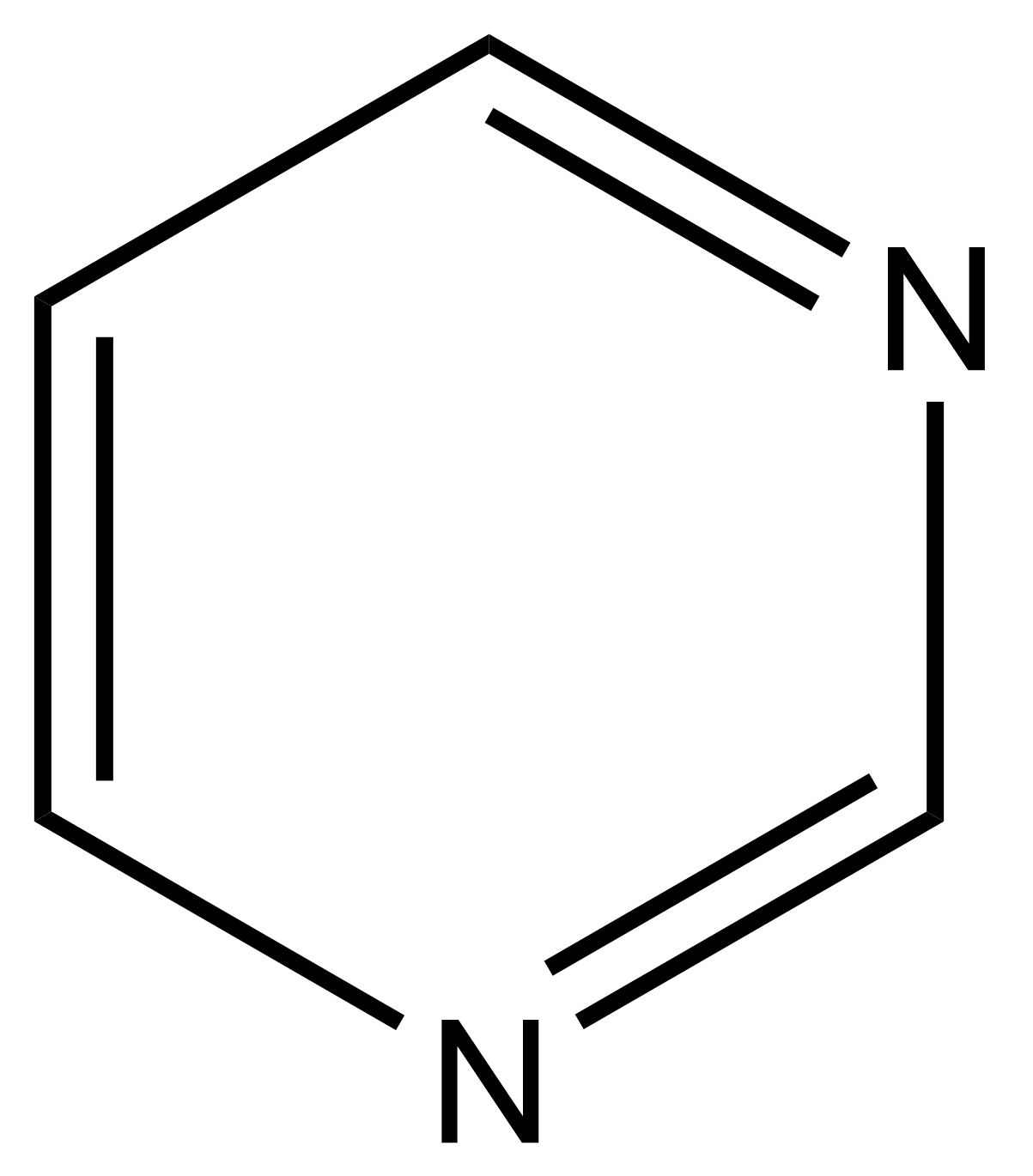
pirimidina
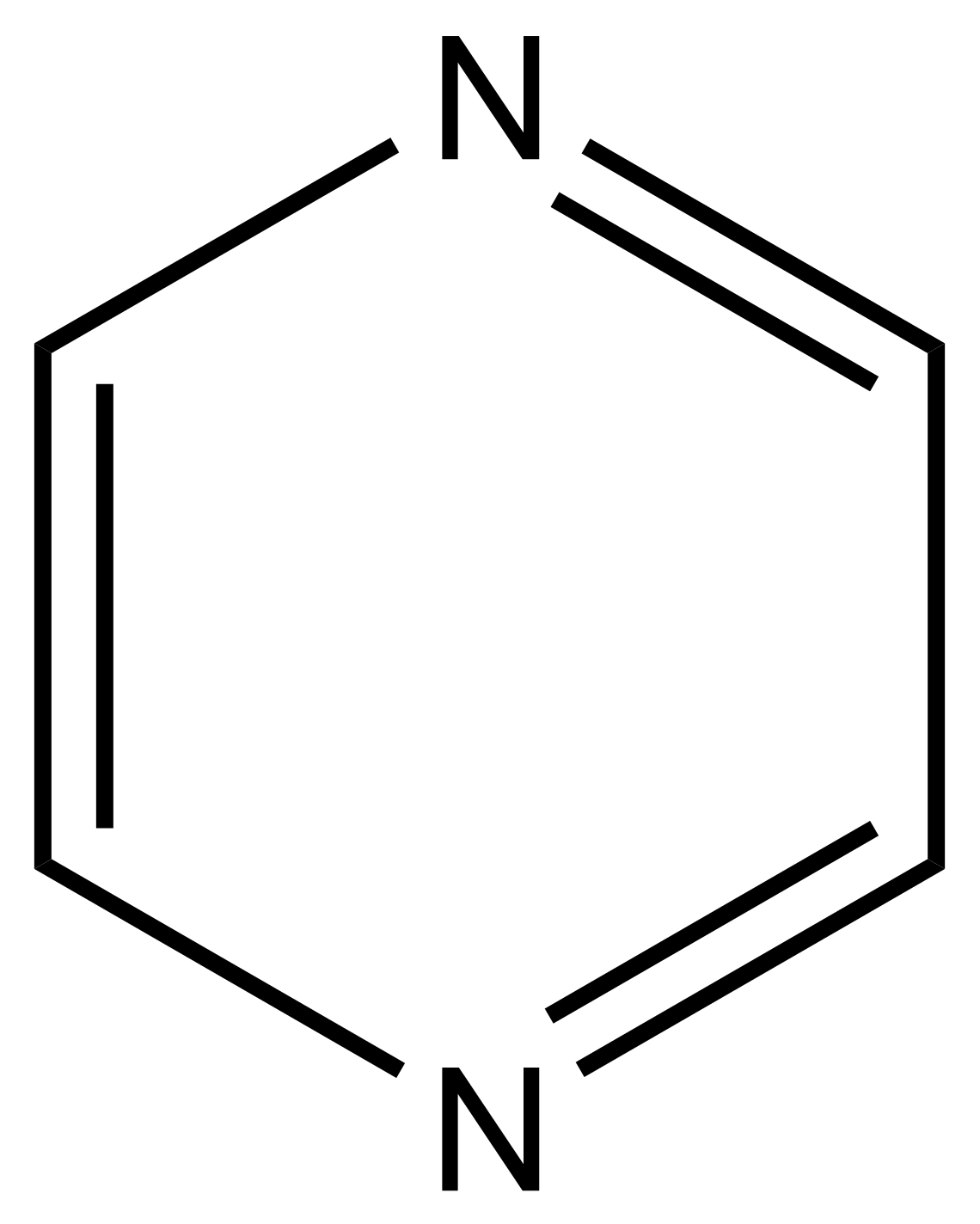
pirazina

### Heteroátomos de diferentes elementos
Si los heteroátomos del ciclo son de diferentes elementos:
- Los heteroátomos se numeran empezando por el heteroátomo de mayor prioridad y siguiendo la numeración en dirección en la cual los heteroátomos de menor o igual prioridad posean la menor numeración posible.[10]
- Para nombrar el compuesto, se utilizan los prefijos de cada heteroátomo en orden de prioridad.[10]

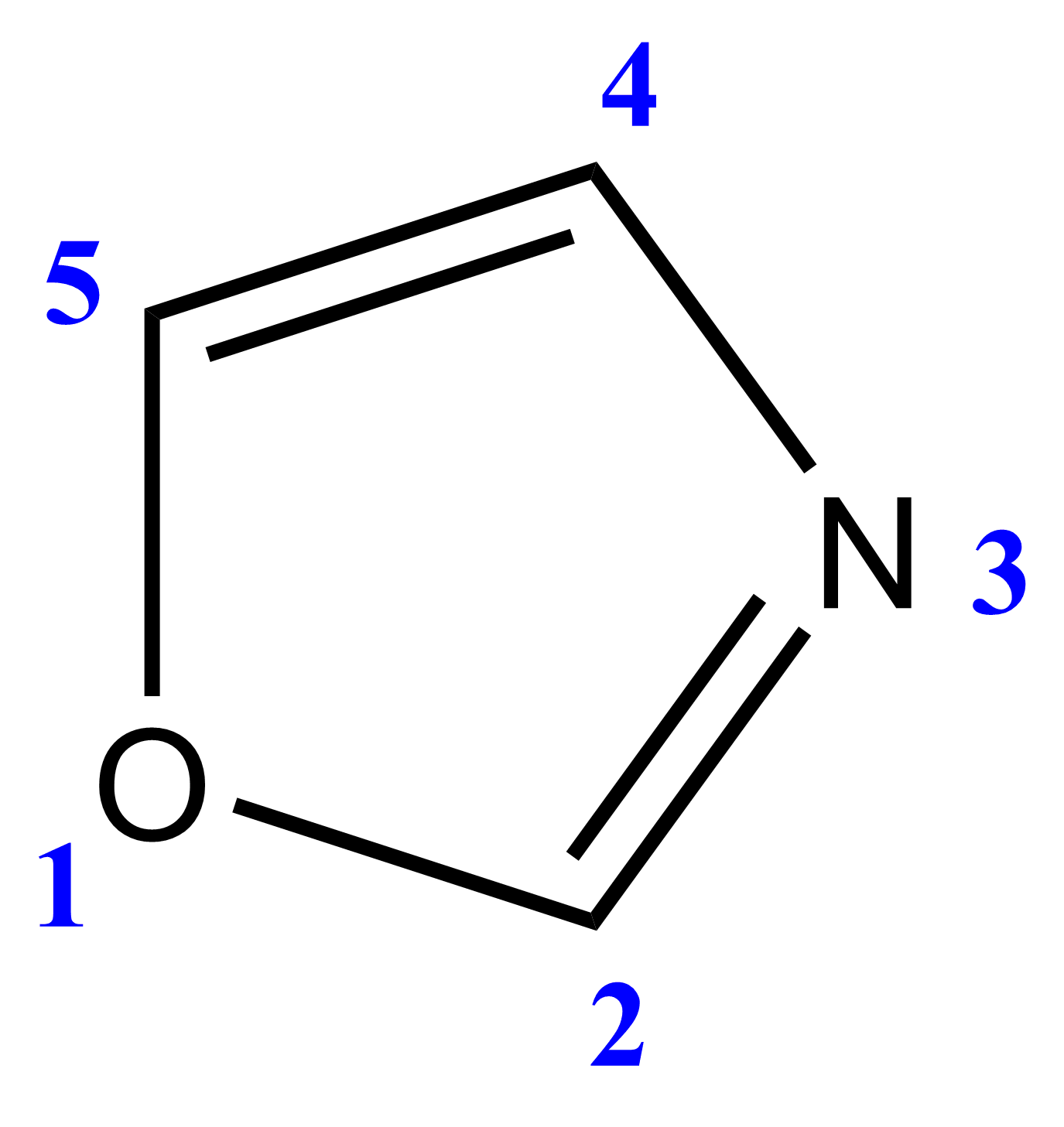
1,3-oxazol
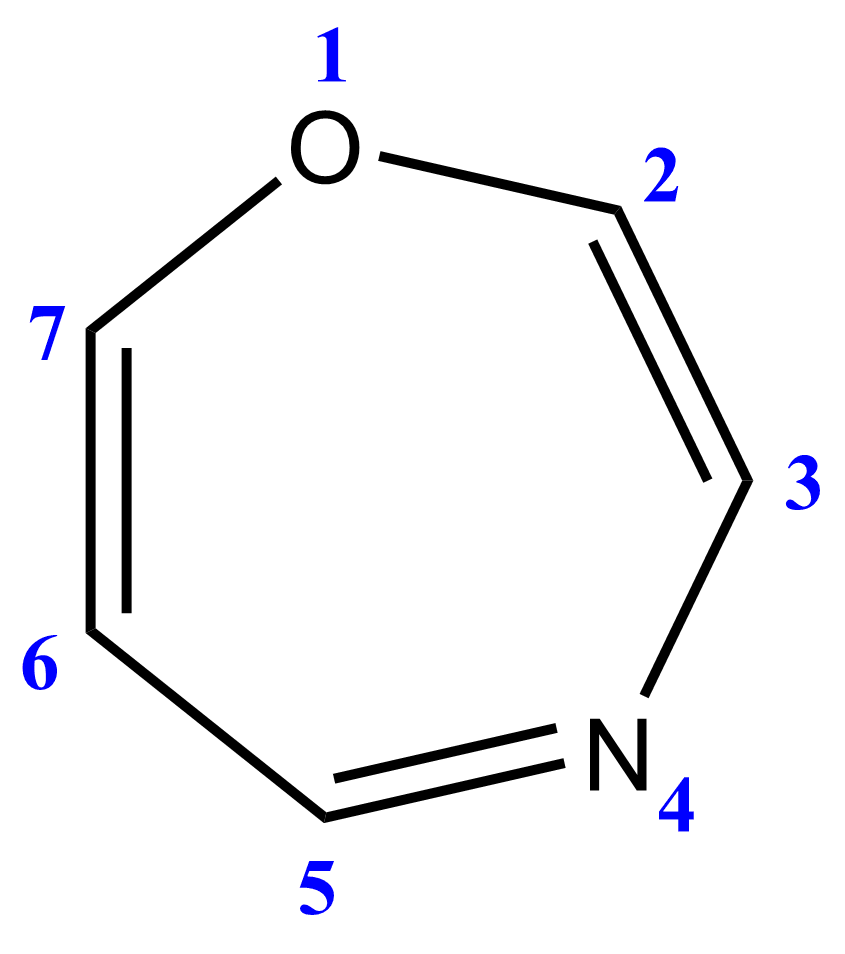
1,4-oxazepina
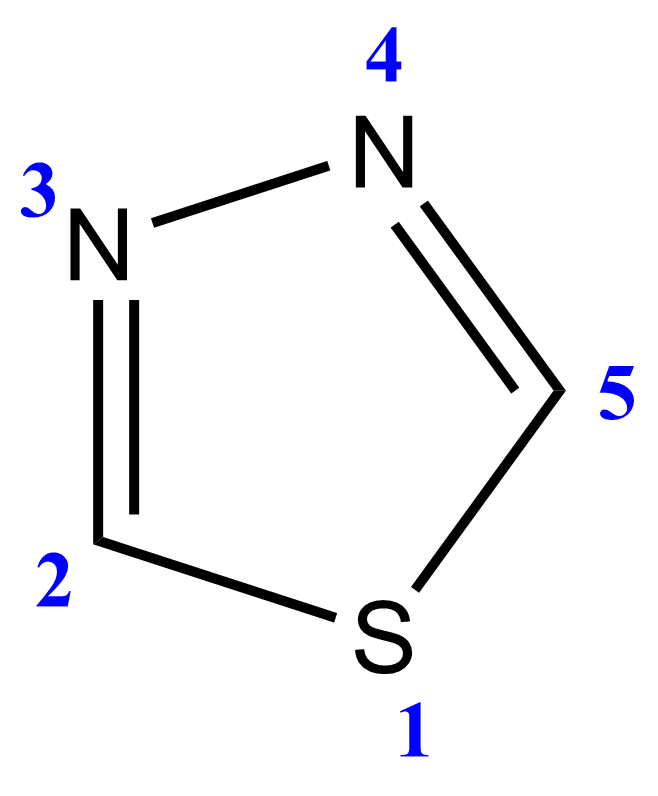
1,3,4-tiadiazol

Algunos heterociclos con dos heteroátomos de diferentes elementos son conocidos por sus nombres comunes o triviales, entre ellos se encuentran:

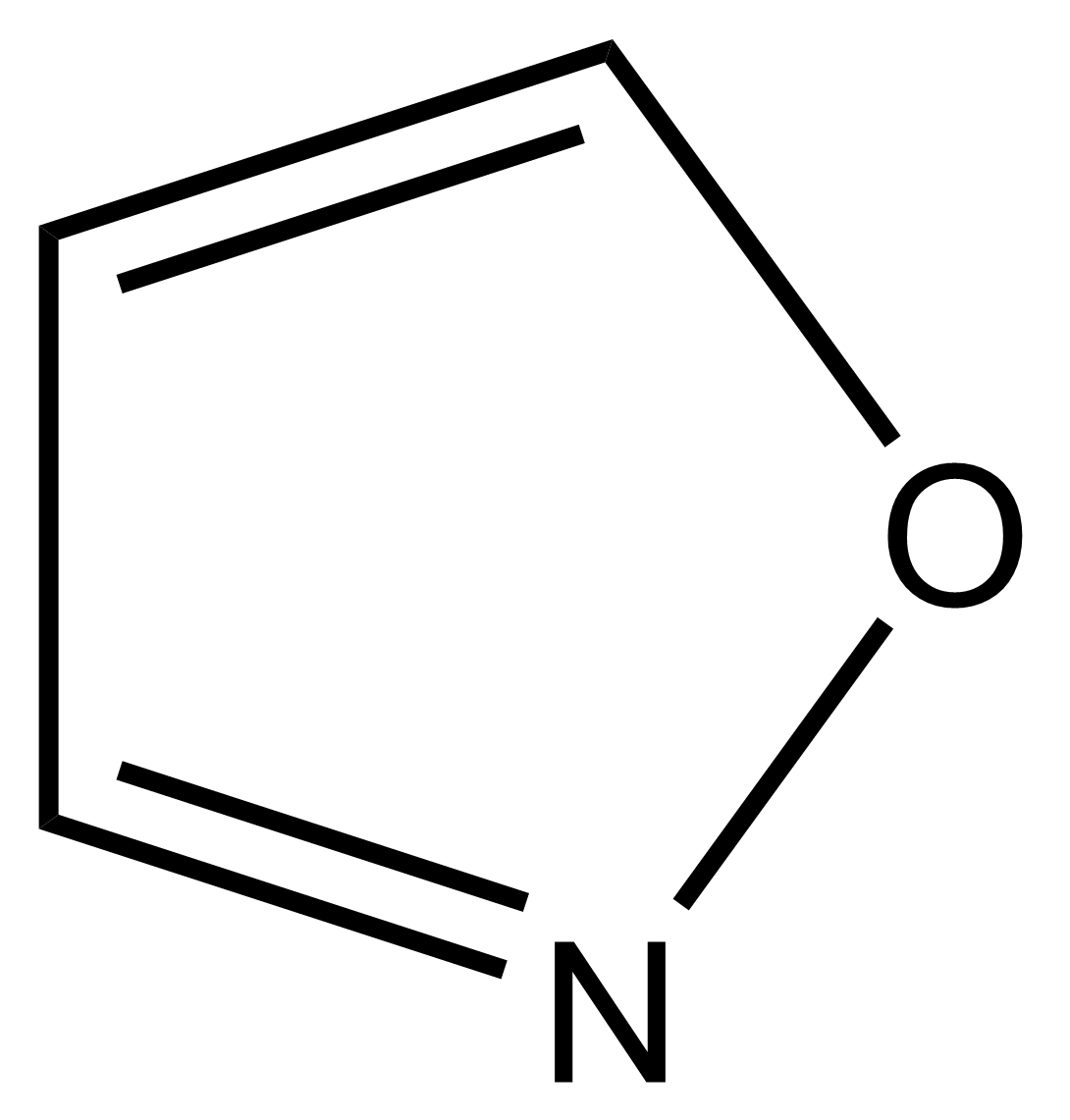
isoxazol
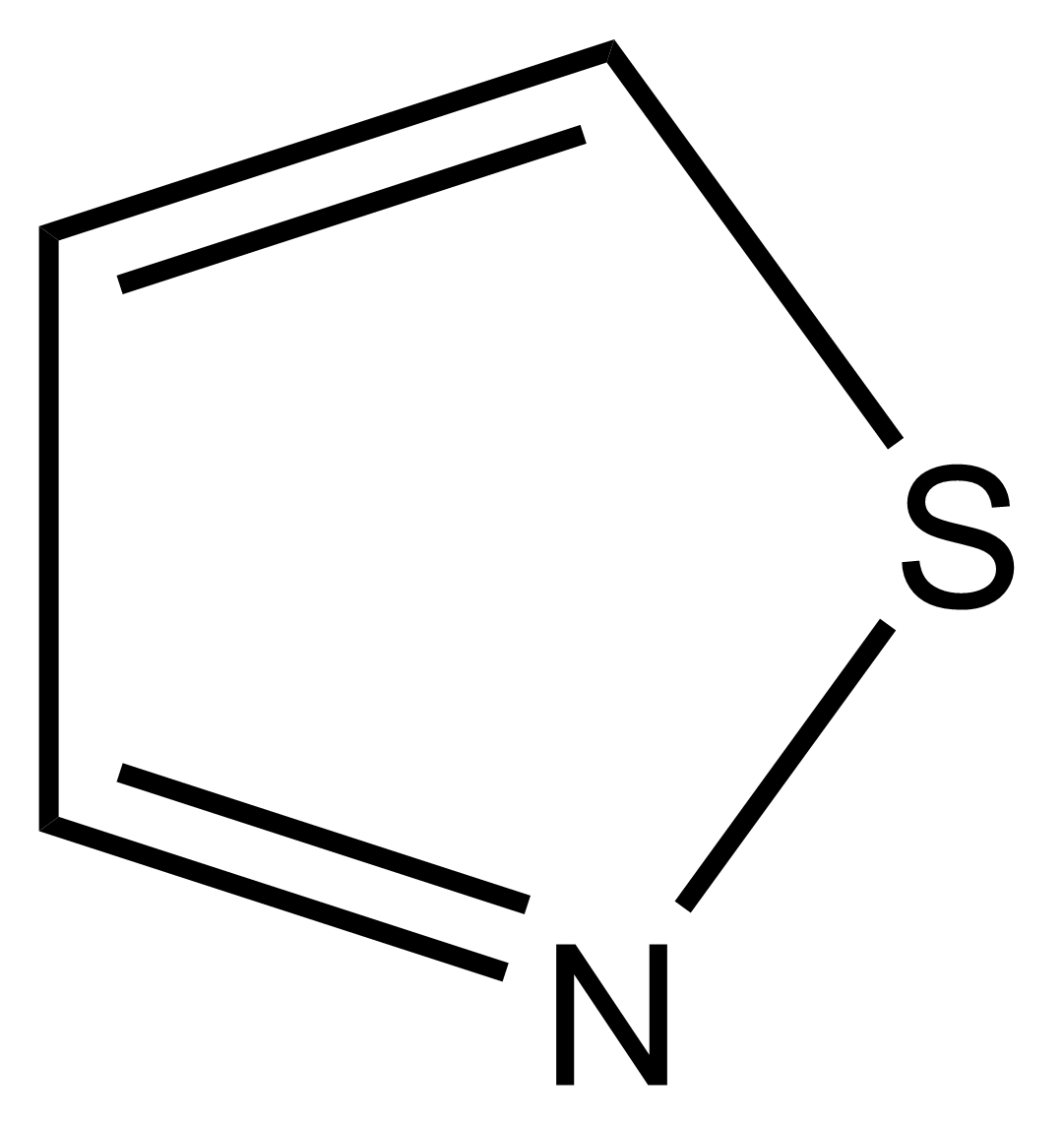
isotiazol

## Heterociclos con más de 10 miembros
Los heterociclos con más de 10 eslabones se nombran utilizando la nomenclatura de reemplazo. P. Ej.:

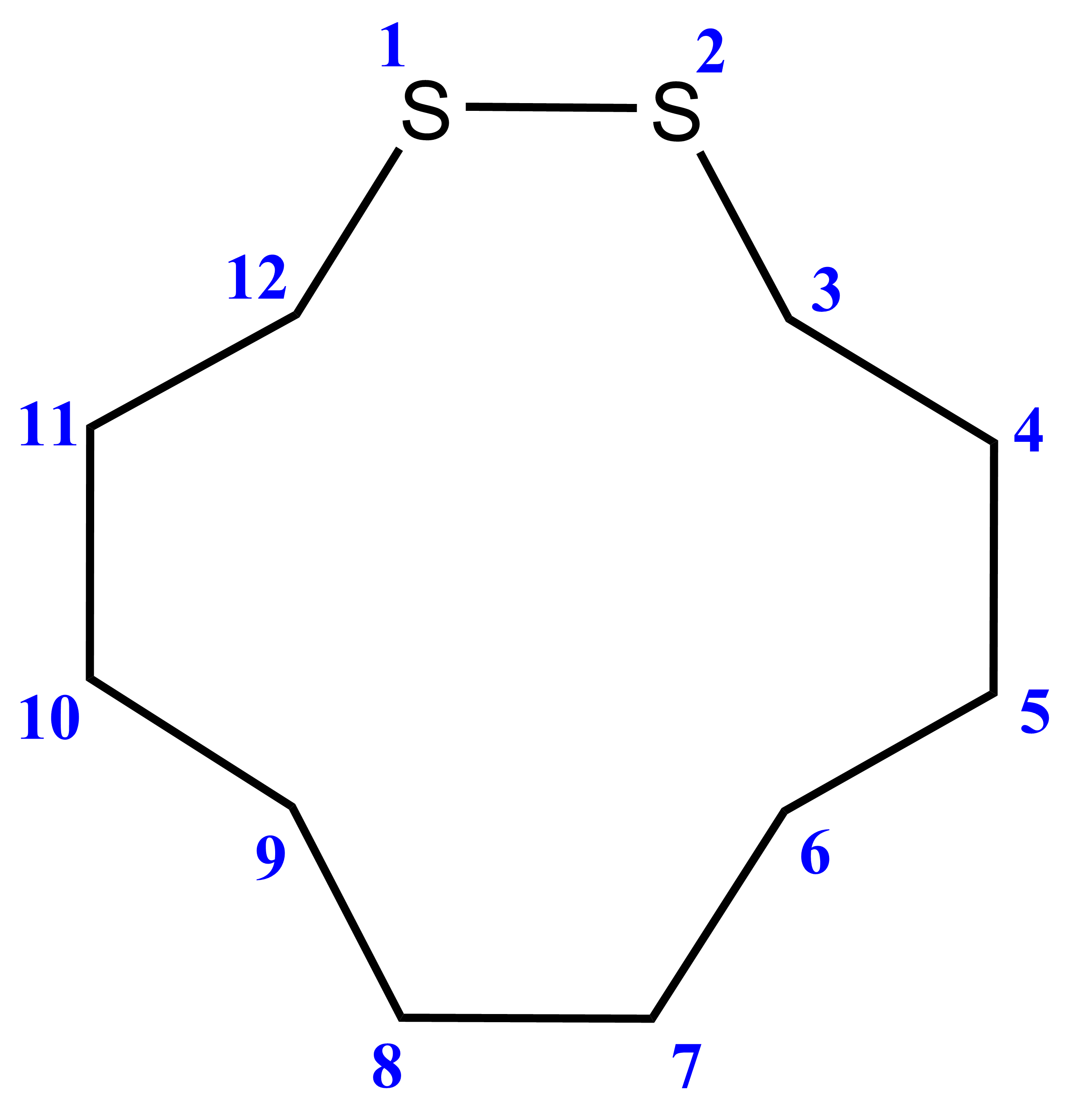
1,2-ditiaciclododecano
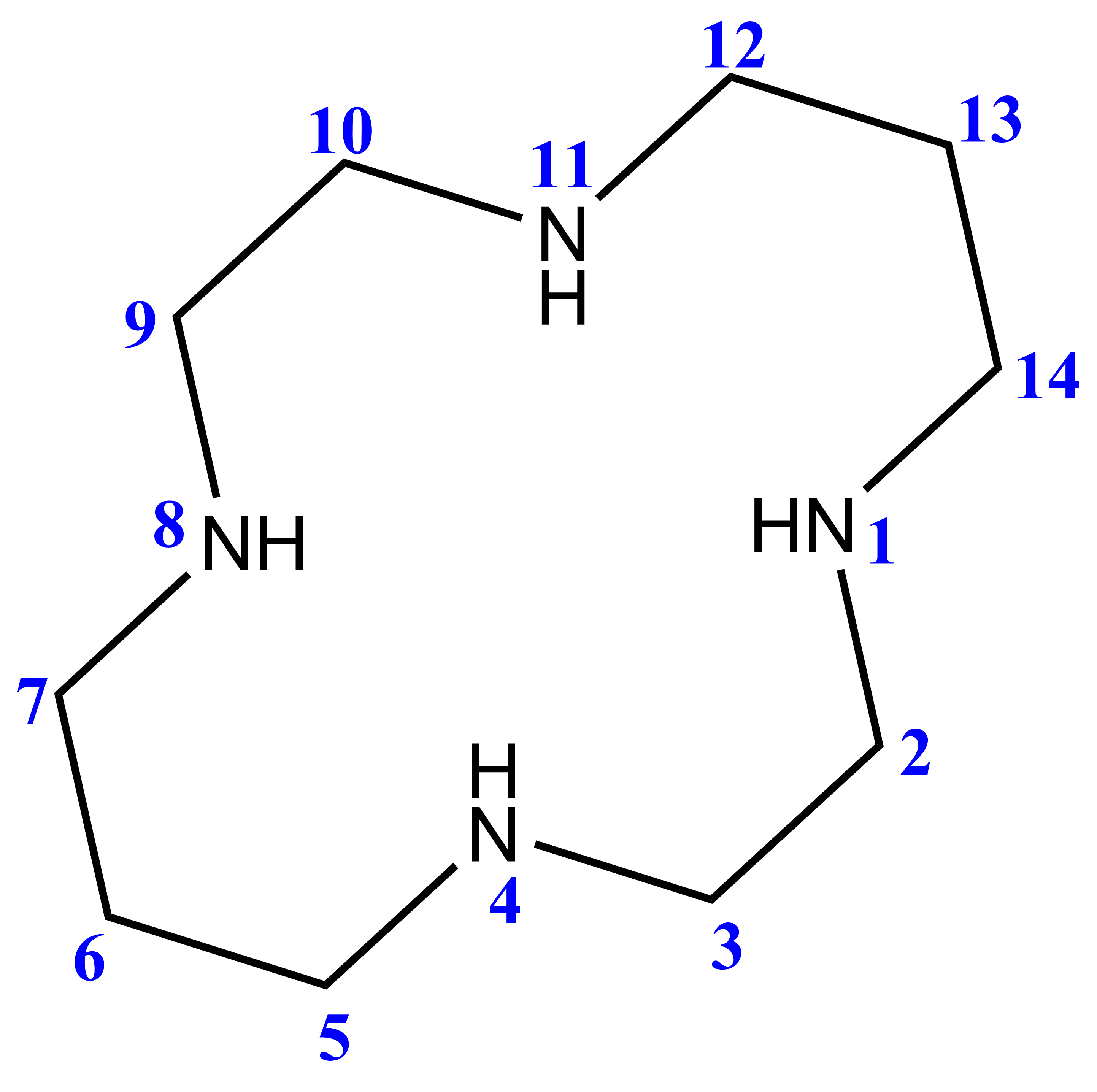
1,4,8,11-tetraazaciclotetradecano
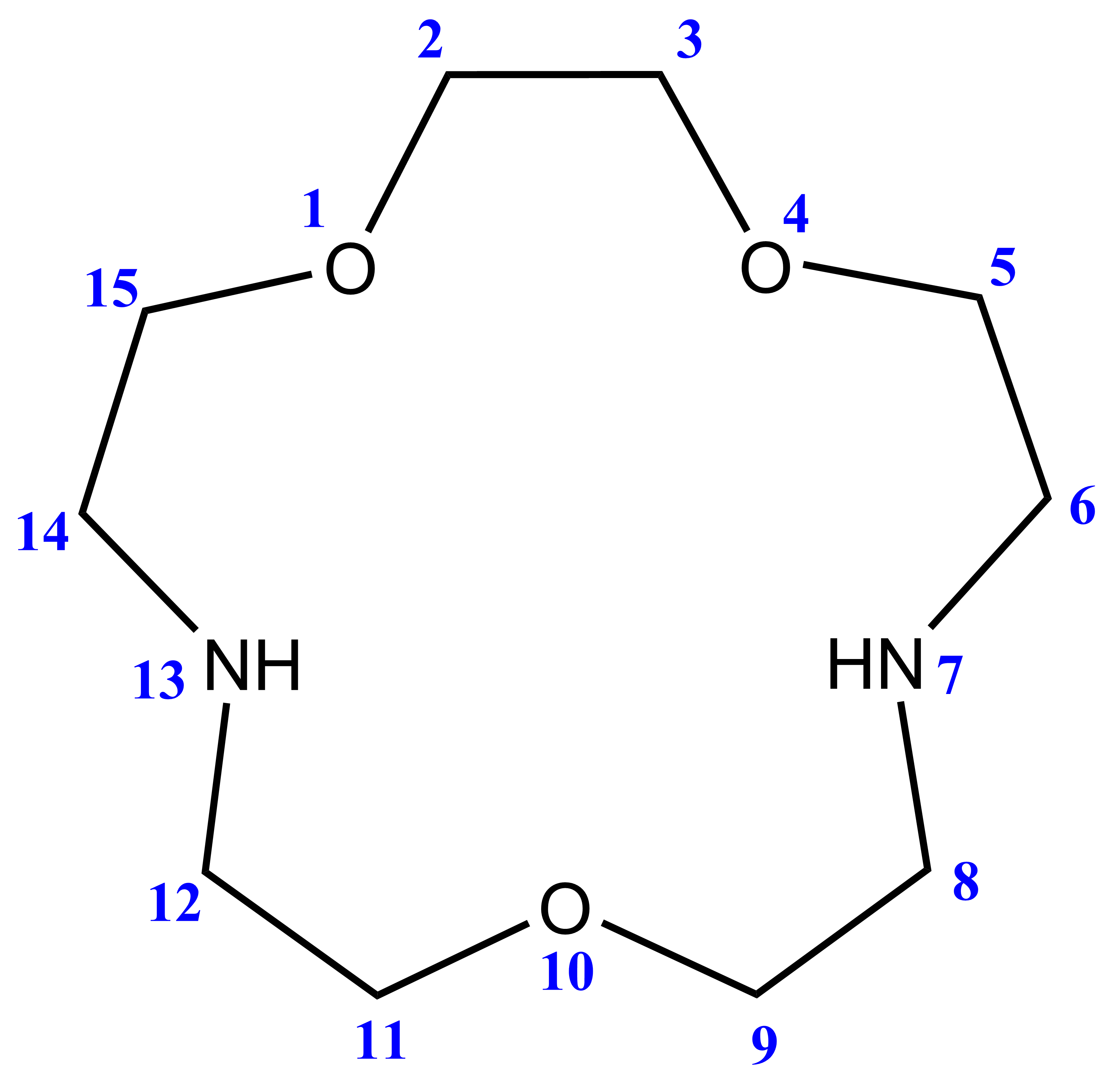
1,4,10-trioxa-7,13-diazaciclopentadecano

## Heterociclos parcialmente saturados
En los heterociclos parcialmente saturados se especifican las posiciones de la saturaciones y posteriormente se nombra el ciclo con el nombre correspondiente al ciclo completamente insaturado.
- Cuando las saturaciones se encuentran aisladas (completamente rodeadas de insaturaciones), se indican anteponiendo al nombre del compuesto p1H,p2H,pnH- donde p representa la posición de la saturación.[11]
- Cuando las saturaciones se producen en dos carbonos adyacentes se utiliza el prefijo nhidro-, donde n indica la cantidad (di-, tetra-, etc.) de saturaciones consecutivas.[11]
- Las saturaciones aisladas tienen prioridad en la numeración sobre las saturaciones adyacentes.[11]
- En los casos donde se encuentre un número impar de insaturaciones consecutivas, se nombra la saturación de numeración más baja como si esta fuera una saturación aislada y las restantes como saturaciones consecutivas.[11]

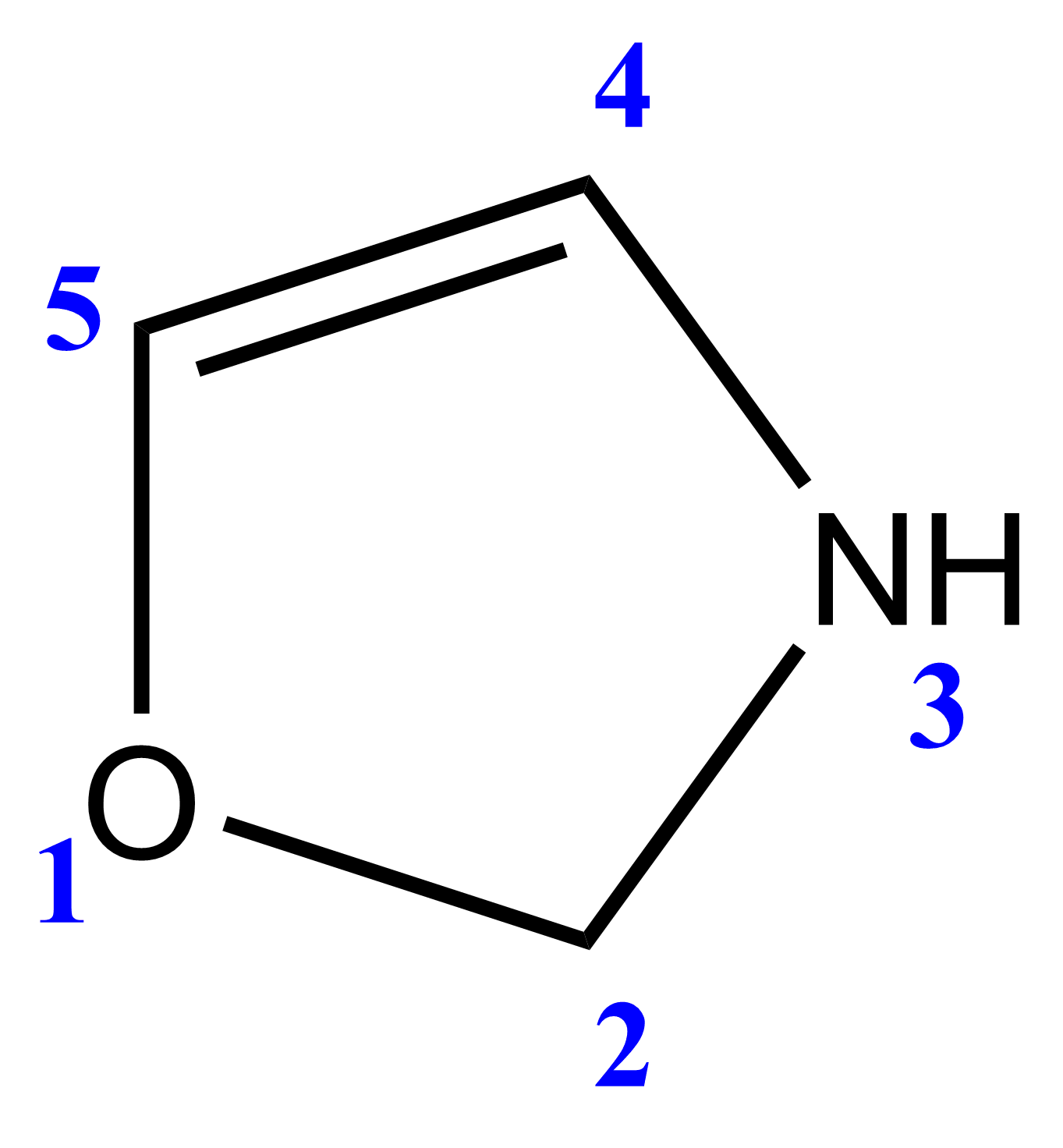
2,3-dihidro-1,3-oxazol
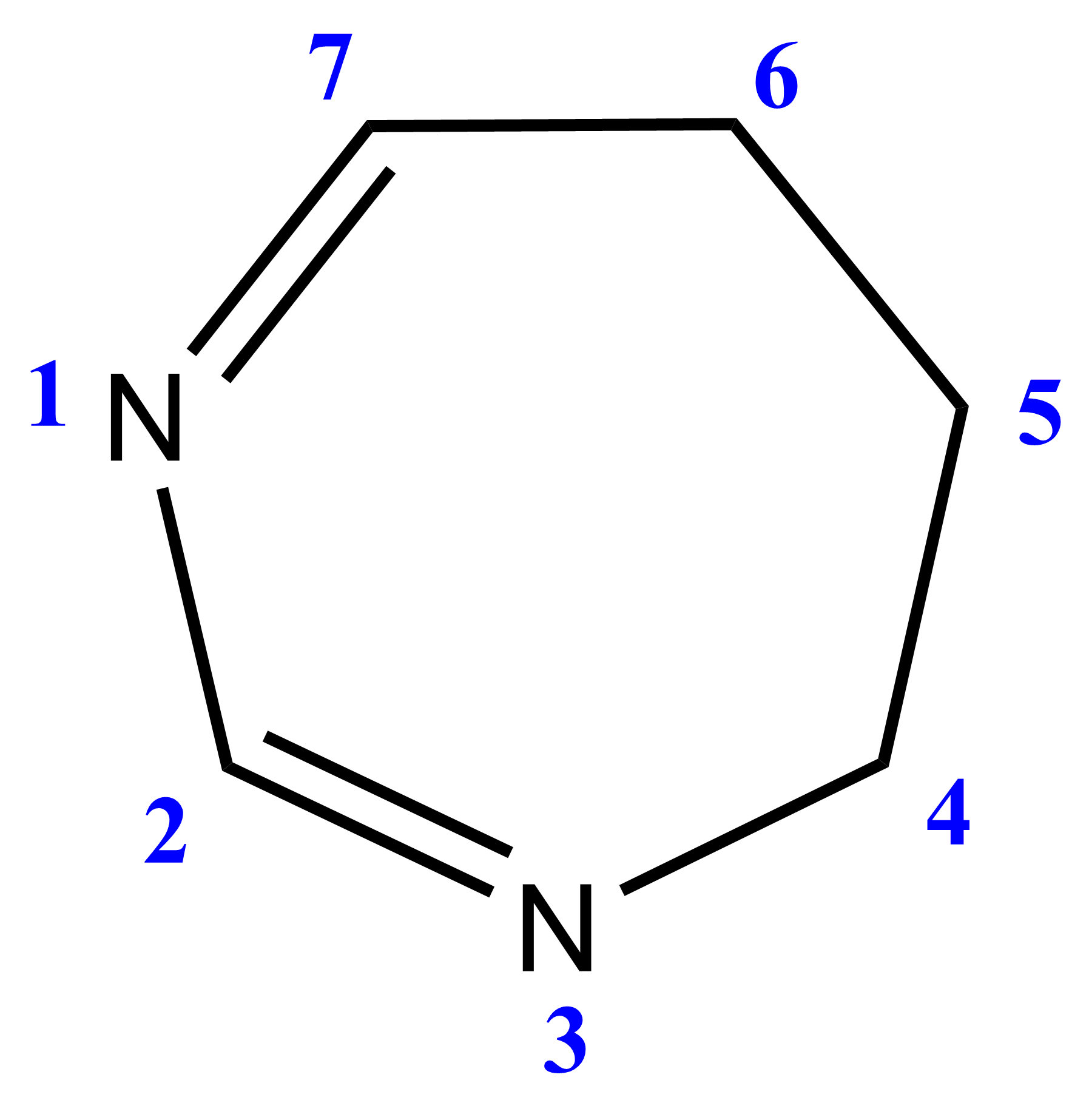
5,6-dihidro-4H-1,3-diazepina

## Heterociclos con sustituyentes
Los heterociclos poseen una prioridad en la nomenclatura similar a los éteres. Por lo tanto, serán el grupo funcional principal solamente cuando sean sustituidos por restos alquilo, alquenilo, alquinilo, arilo, halogenuros, nitroderivados y éteres. En todos los casos, la numeración del ciclo estará dada por las reglas anteriormente descriptas.
El nombramiento ardquiere una mayor complejidad cuando los sustituyentes se encuentran unidos al heterociclo mediante un doble enlace. En estos casos, los átomos de carbono dobleenlazados del heterociclo son considerados, en la mayoría de los casos, como saturados. El nombramiento de estos carbonos dependerá principalmente de la prioridad del sustituyente dobleenlazado respecto al heterociclo y/o al grupo funcional más significativo del compuesto, de la existencia de saturaciones aisladas o asociadas a la introducción de la insaturación puntual y de la máxima cantidad de insaturaciones que puede presentar el heterociclo base completamente insaturado.

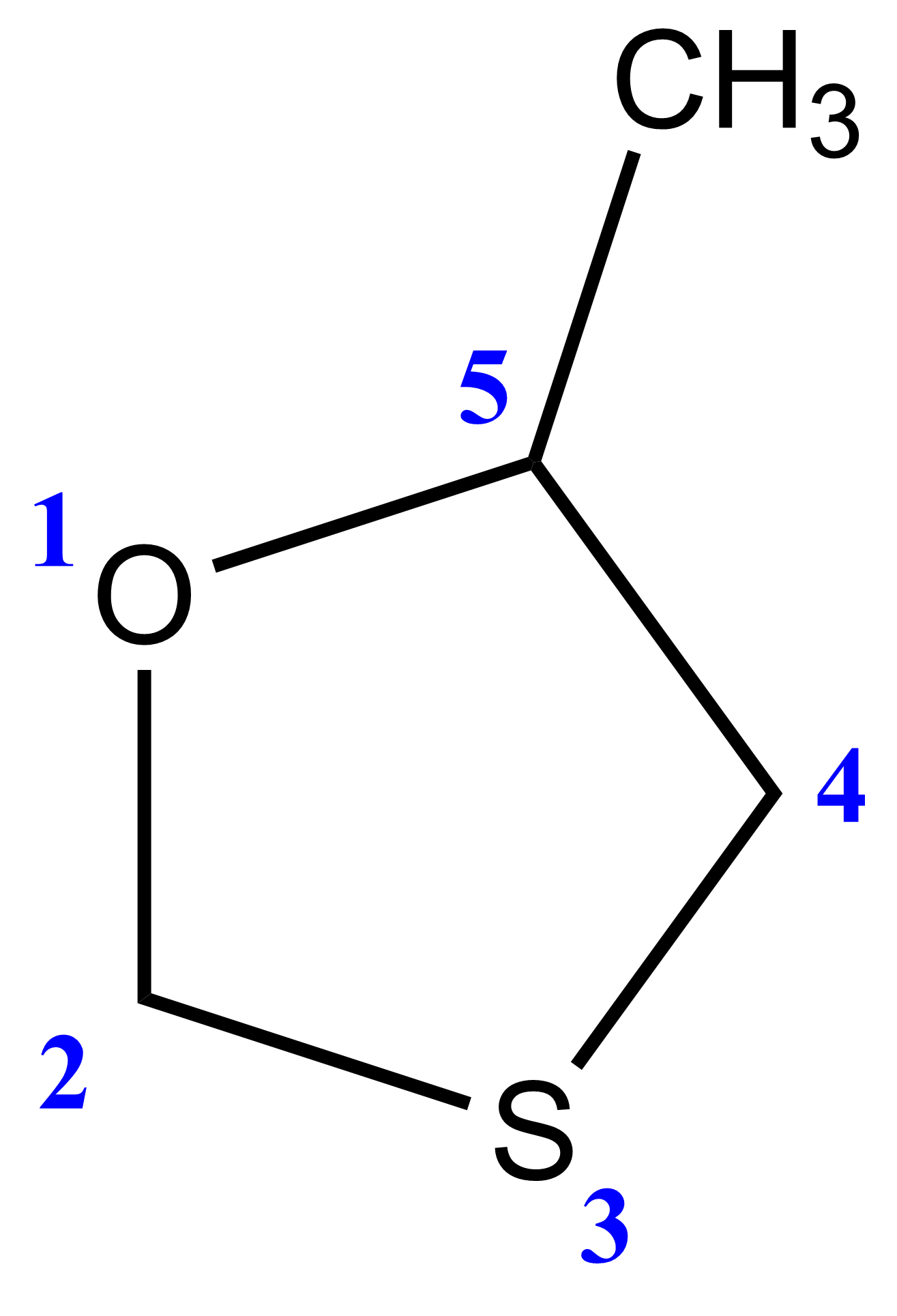
5-metil-1,3-tioxolano
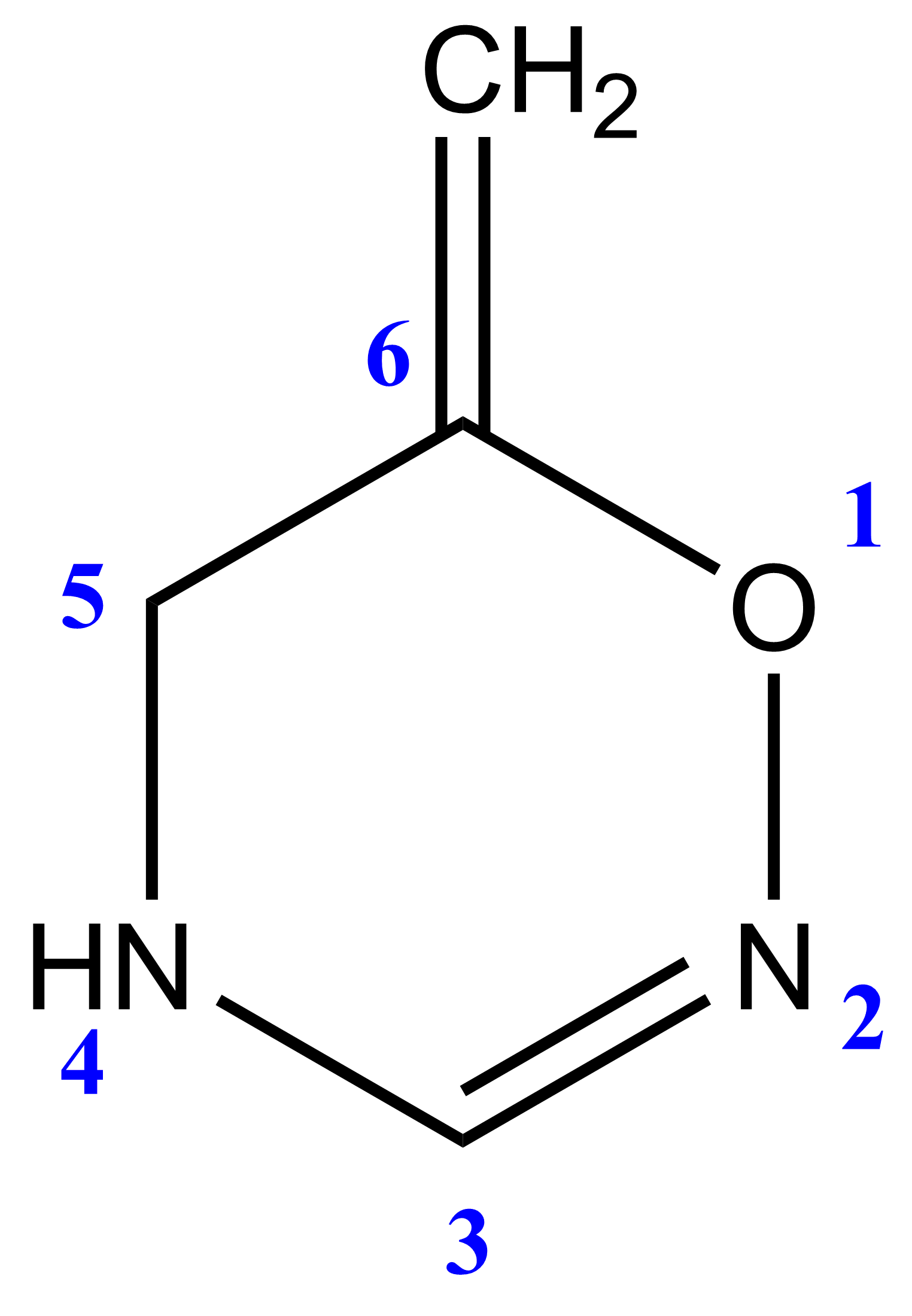
6-metilen-5,6-dihidro-4H-1,2,4-oxadiazina
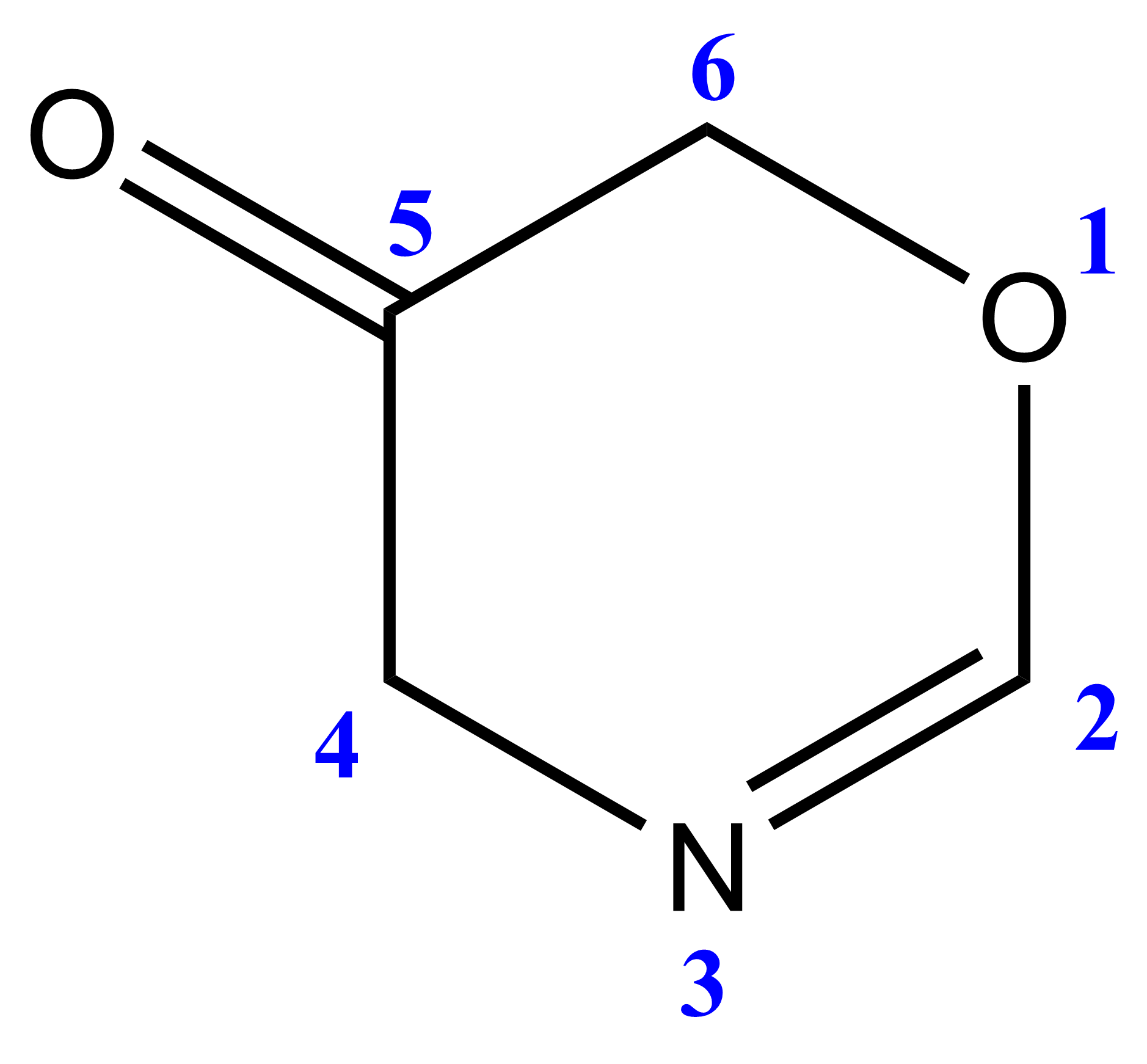
4H-1,3-oxazin-5(6H)-ona